# 권종오
권종오(1966년 4월 18일 ~)는 대한민국의 SBS의 보도본부 스포츠부 기자이다. 34년간 스포츠 취재기자로 근무하여 현재에 이르고 있다. 축구, 야구, 농구, 배구, 골프 등 거의 모든 종목의 경기현장을 누비며 스포츠 소식을 전했다.

## 학력
- 서울대학교 중어중문학과 학사
- 서울대학교 국제대학원 석사

## 경력
- 1991년 SBS에 입사한
- 문화체육관광부와 대한체육회, 국민체육진흥공단을 출입 기자

- 20여 년간 치러진 올림픽과 월드컵, 아시안게임과 유니버시아드 등
- 스포츠 빅이벤트 취재했으며
- 2008년 베이징 올림픽 개회식과
- 2012년 런던 올림픽 폐회식 때는 생방송 중계해설을 담당했다.

```
1994년 박찬호의 LA 다저스 입단과 국내 프로야구 외국인 선수 입단 허용을 특종 취재한 일,
1948년 런던 올림픽 당시 태극전사들의 경기 동영상을 단독 입수해 국내 언론사상 처음 일한 경우 .
```